# Kiiskijärvi (sjö, lat 60,57, long 27,83)
Kiiskijärvi är en sjö i Finland. Den ligger i kommunen Vederlax i landskapet Kymmenedalen, i den södra delen av landet, 160 km öster om huvudstaden Helsingfors. Kiiskijärvi ligger 13 meter över havet. I omgivningarna runt Kiiskijärvi växer i huvudsak blandskog. Arean är 31,2 hektar och strandlinjen är 5,27 kilometer lång. Sjön  ingår i Vaalimaanjokis huvudavrinningsområde. 